# Borris-in-Ossory

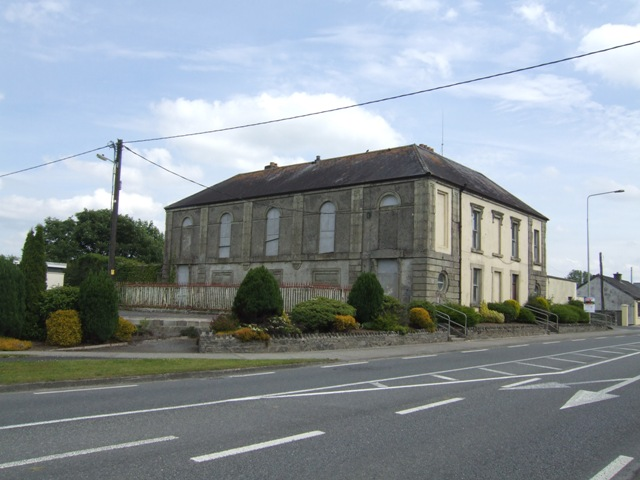
Früheres Verwaltungsgebäude in Borris-in-Ossory

Borris-in-Ossory (irisch Buiríos Mór Osraí: großer Borough von Ossory; auch: Burgage of Osraige) ist ein Dorf im westlichen County Laois, Irland an der Grenze zum County Tipperary.

## Verkehr
Südlich der Ortschaft befindet sich die M7, die als Autobahn Limerick mit Dublin verbindet. Überlandbusse verbinden Borris-in-Ossory mit Dublin, Limerick, Galway, Cork und Carlow.
Im Westen der Gemeinde befindet sich der Flugplatz von Borris-in-Ossory.

## Sehenswürdigkeiten
- anglikanische St. Mark’s Church mit einem Rundturm, um 1870 errichtet
- katholische St. Canice’s Church

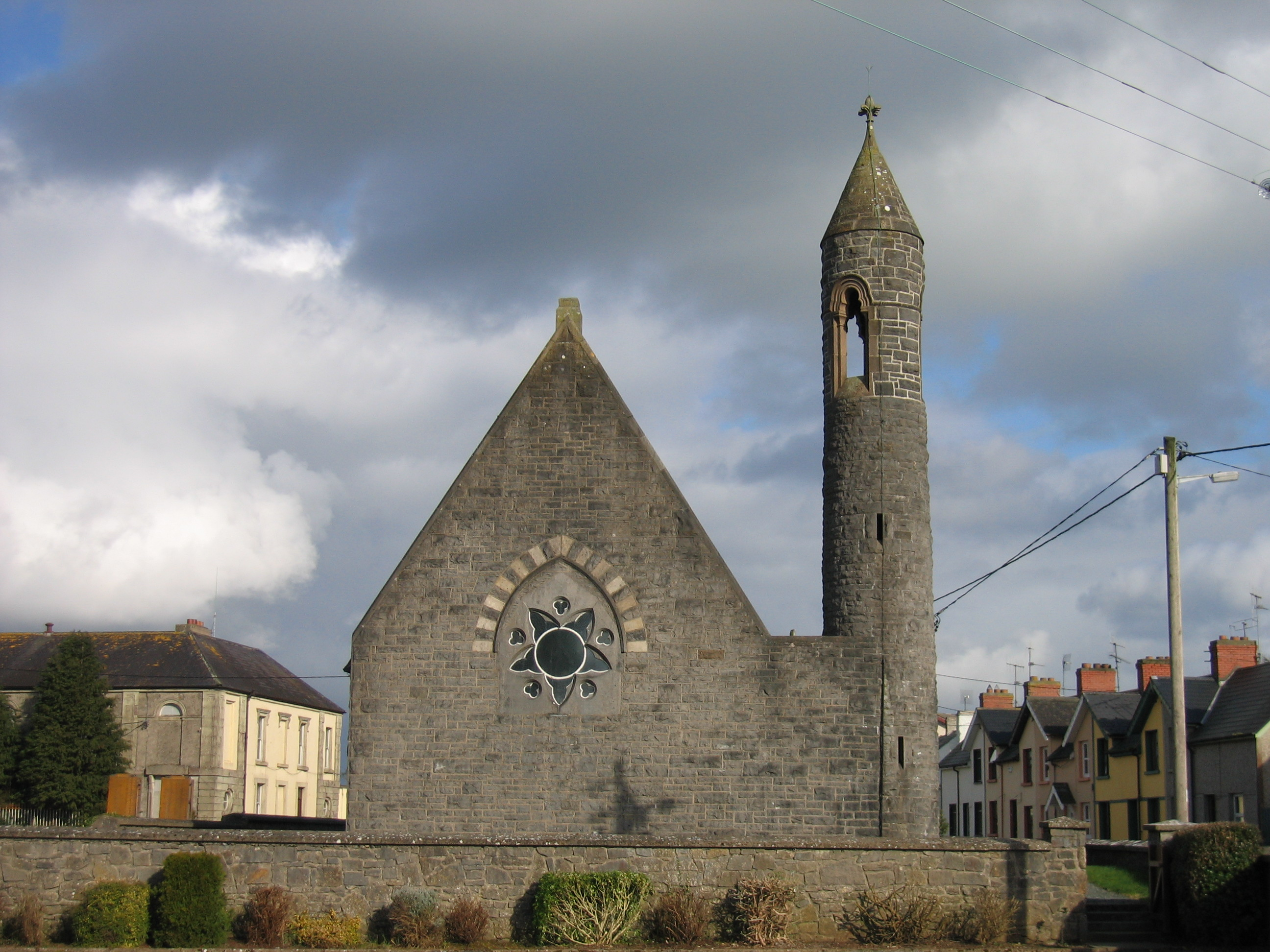
St. Mark’s Church
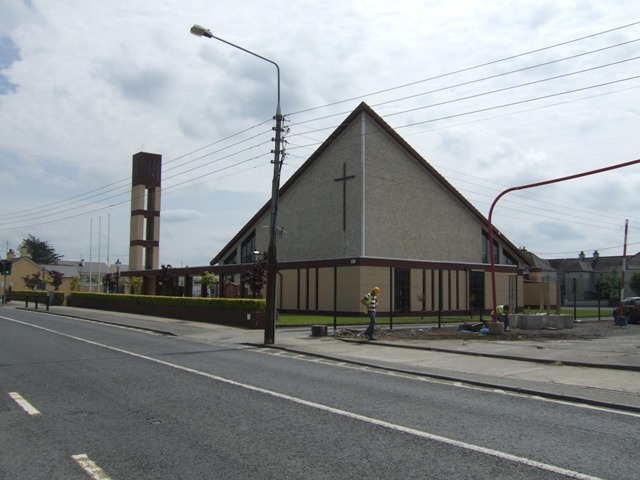
St. Canice’s Church

## Persönlichkeiten
- Joseph Hutchinson (1852–1928), Politiker und Lord Mayor of Dublin
- James Joseph Sheridan (1951–2014), Konzertpianist und Komponist
- Brian Stanley (* 1961), Politiker (bis 2024 Sinn Féin)